# Nana Dsagnidse
Nana Dsagnidse (georgisch ნანა ძაგნიძე; * 1. Januar 1987 in Kutaissi, Imeretien, Georgische SSR, UdSSR) ist eine georgische Schachspielerin und wurde 2017 Weltmeisterin im Blitzschach. Beim Deutschen Schachbund und dem Weltschachverband FIDE wird ihr Nachname Dzagnidze geschrieben.

## Schachliche Entwicklung
Dsagnidse lernte Schach recht früh von ihrem Vater, sobald sie laufen konnte. Sie trägt den Titel Schachgroßmeister (GM) seit November 2008. Großmeister der Frauen (WGM) war sie schon im August 2003 geworden. 2004 hatte sie den Titel eines Internationalen Meisters (IM) erhalten, Internationale Meisterin der Frauen (WIM) war sie bereits seit 2001. Im Januar 2015 führt sie die georgischen Frauenrangliste an, ihre beste Platzierung auf der Frauenweltrangliste war der vierte Platz, den sie im November 2009, September und Dezember 2014 sowie Januar 2015 erreichte.

## Meisterschaften und Erfolge

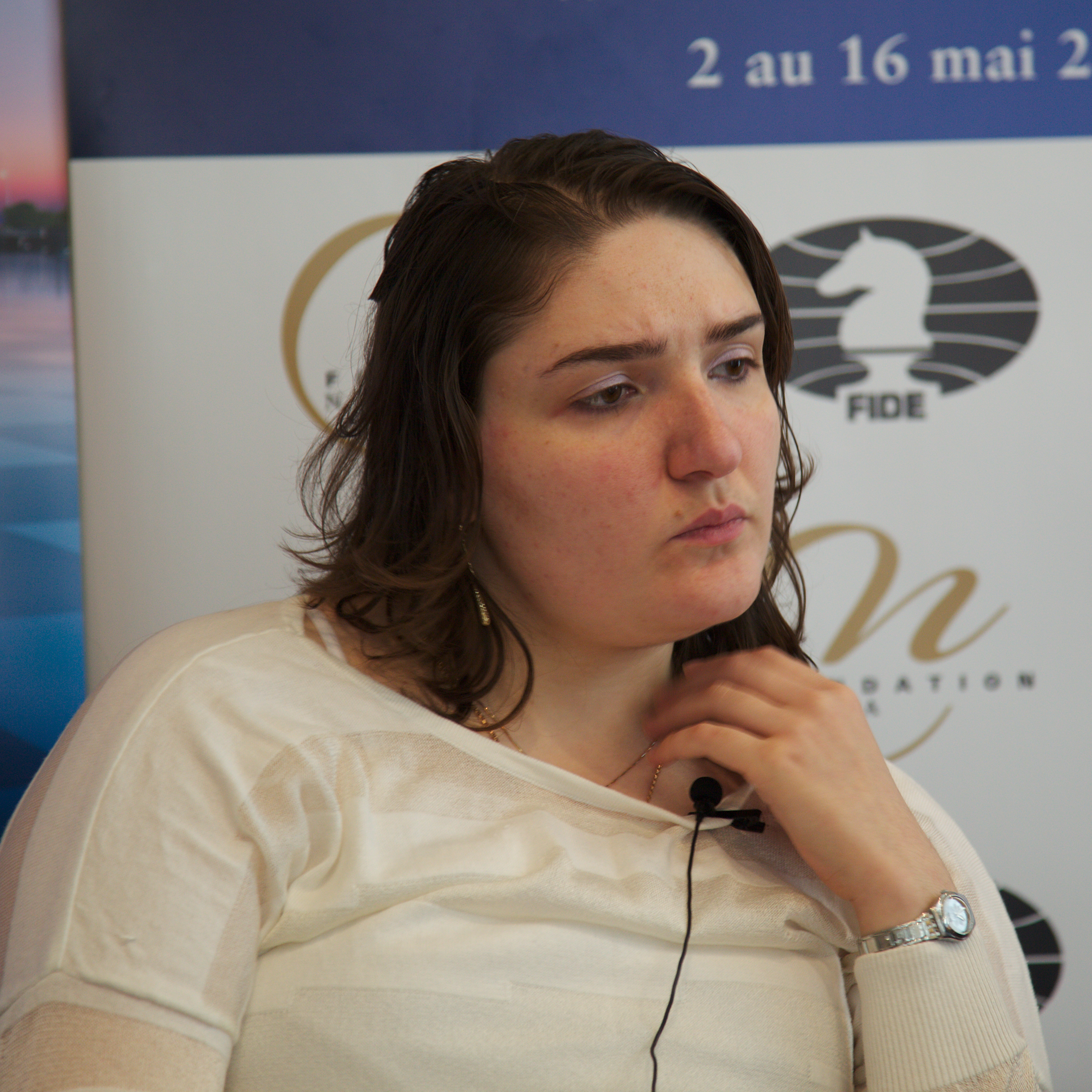
Nana Dsagnidse (2013)

### Einzelmeisterschaften
Sie gewann die georgische U12-Meisterschaft. Europameisterin in der Altersklasse U10 weiblich wurde sie 1997 in Tallinn. Bei der U10-Weltmeisterschaft der Mädchen im selben Jahr in Cannes wurde sie punktgleich mit K. Humpy Zweite. 1999 wurde sie im spanischen Oropesa del Mar U12-Mädchen-Weltmeisterin und in Litochoro Europameisterin in derselben Altersklasse. Bei der U14-Weltmeisterschaft der Mädchen 2000 in Oropesa del Mar war sie Zweite, wieder punktgleich mit K. Humpy. 2001 wurde sie, wieder in Oropesa del Mar, Weltmeisterin in der Altersklasse U16 weiblich. Im Juni 2002 gewann sie die Internationalen Jugendsportspiele in Moskau vor Sergei Karjakin, im November des gleichen Jahres, wieder bei der U16-Mädchenweltmeisterschaft, wurde sie in Iraklio punktgleich mit Tamara Tchistiakowa Zweite. 2003 war ihr bisher erfolgreichstes Jahr: Anfang des Jahres wurde sie in Tiflis georgische Frauenmeisterin, danach im Frühjahr georgische U20-Meisterin. Mitte des Jahres wurde sie im aserbaidschanischen Naxçıvan mit großem Vorsprung Juniorinnenweltmeisterin, sie erzielte 9,5 Punkte aus 11 Partien, danach gewann Dsagnidse noch gegen Ende des Jahres in Kallithea (Chalkidiki) die U18-Weltmeisterschaft der Mädchen (mit 9 aus 11 bei einem Punkt Vorsprung). Im Juni 2004 gewann sie, erneut in Tiflis, die georgische Frauenmeisterschaft, im Dezember 2004 gewann sie in Tiflis den Maia Tschiburdanidse-Cup. Im Januar 2006 wurde sie in Tiflis bei der georgischen Frauenmeisterschaft hinter Nino Churzidse Zweite. Die georgische Frauenmeisterschaft konnte sie im März 2008 in Tiflis zum dritten Mal gewinnen. Beim Chess Congress in Gibraltar gewann sie im Januar 2009 den Frauenpreis. Im Juli 2010 gewann sie das Grand-Prix-Turnier der Frauen in Dschermuk mit 9 Punkten aus 11 Partien. 2012 gewann sie mit Pia Cramling das Schnellschachturnier ACP Women Cup Rapid in Tiflis. Im April 2017 gewann sie in Riga die Europameisterschaft der Frauen. Ihren größten Erfolg errang sie im Dezember 2017 mit dem Gewinn der Blitzschachweltmeisterschaft der Frauen in Riad. Bei der Europameisterschaft der Frauen 2018 wurde sie Zweite.

### Mannschaftsschach
Dsagnidse nahm mit der georgischen Frauenmannschaft seit 2004 an allen Schacholympiaden teil. Georgien gewann die Schacholympiade 2008 in Dresden, bei der Schacholympiade 2012 in Istanbul erreichte Dsagnidse in der Einzelwertung am Spitzenbrett den zweiten Platz hinter Hou Yifan. Bei der Schacholympiade 2014 in Tromsø erreichte sie am ersten Brett das beste Ergebnis. An Mannschaftsweltmeisterschaften der Frauen nahm Dsagnidse viermal (2009, 2011, 2013 und 2017) teil, bestes Ergebnis war jeweils der dritte Platz 2011 in Mardin und 2017.
Seit 2003 hat Dsagnidse an neun Mannschaftseuropameisterschaften der Frauen teilgenommen. Sie gewann 2007 in Iraklio am vierten Brett und 2019 in Batumi am ersten Brett die Einzelwertung und erreichte mit der Mannschaft 2005 in Göteborg, 2009 in Novi Sad, 2017 in Limenas Chersonisou und 2019 den zweiten Platz.
Dsagnidse nahm seit 2002 14 mal am European Club Cup der Frauen teil und gewann diesen 2004 und 2005 mit NTN Tiflis, 2008 mit Cercle d'Echecs Monte Carlo sowie 2014, 2015, 2017 und 2019 mit Nona Batumi. Außerdem erreichte sie 2005 am zweiten Brett, 2007 (für Interplast Tiflis spielend) und 2008 jeweils am dritten Brett das beste Einzelergebnis. Silbermedaillen gewann sie in der Mannschaftswertung 2003 mit NTN Tiflis, 2006 mit Energy-Investi Sakartvelo und 2011 mit AEM-Luxten Timişoara, in der Einzelwertung 2006 und 2014 jeweils am Spitzenbrett. 2002 erreichte sie mit NTN Tiflis den dritten Platz.
Dsagnidse gewann die deutsche Schachbundesliga der Frauen in der Saison 2004/05 mit dem SC Baden-Oos, nachdem sie eigentlich schon einen Vertrag bei den Karlsruher Schachfreunden unterschrieben hatte. Ansonsten spielt sie in georgischen (für Interplast Tiflis), türkischen (für Adana Truva), iranischen (für Bayat Beton Gilan), rumänischen (für den CSU Brașov), chinesischen (2007 für die Mannschaft der Nankai-Universität aus Tianjin, 2009 für die Bank of Qingdao, 2010 für die Mannschaft Shandong Linglong Tyre, mit der sie die Meisterschaft gewann, 2013 und 2015 für Hebei Sports Lottery, 2016 und 2017 für Hangzhou, 2018 für Chengdu und 2019 für Shenzhen Longgang), französischen (für Montpellier) und serbischen Ligen Mannschaftsschach.